# Гусев, Сергей Иванович (пловец)
Серге́й Ива́нович Гу́сев (род. 9 декабря 1947 года, Москва) — советский пловец, участник Олимпийских игр 1968 года. Мастер спорта международного класса.

## Карьера
На Олимпиаде в Мехико Гусев участвовал в предварительных заплывах в эстафете 4×100 метров вольным стилем и в комбинированной эстафете 4×100 метров. В финалах советские пловцы завоевали награды в этих эстафетах, но тогда медали участникам предварительных заплывов не вручались. В плавании на 100 метров вольным стилем Сергей Гусев не смог пройти дальше предварительных заплывов.